# 林顿学院

## 林顿学院历史
林顿学院位于加拿大安大略省哈密尔顿市林顿镇，在1924年10月28日正式办学招生，原名为林顿公立学校。

## 提供课程
林顿学院提供安大略省9年级到12年级等课程，包括：
- 安大略省高中9年级到12年级课程
- Advanced Placement(AP) 考试
- 托福
- 雅思
- ESL
- 暑假夏令营（小学到高中）